# Henricus Carolus Augustus Maria Schölvinck

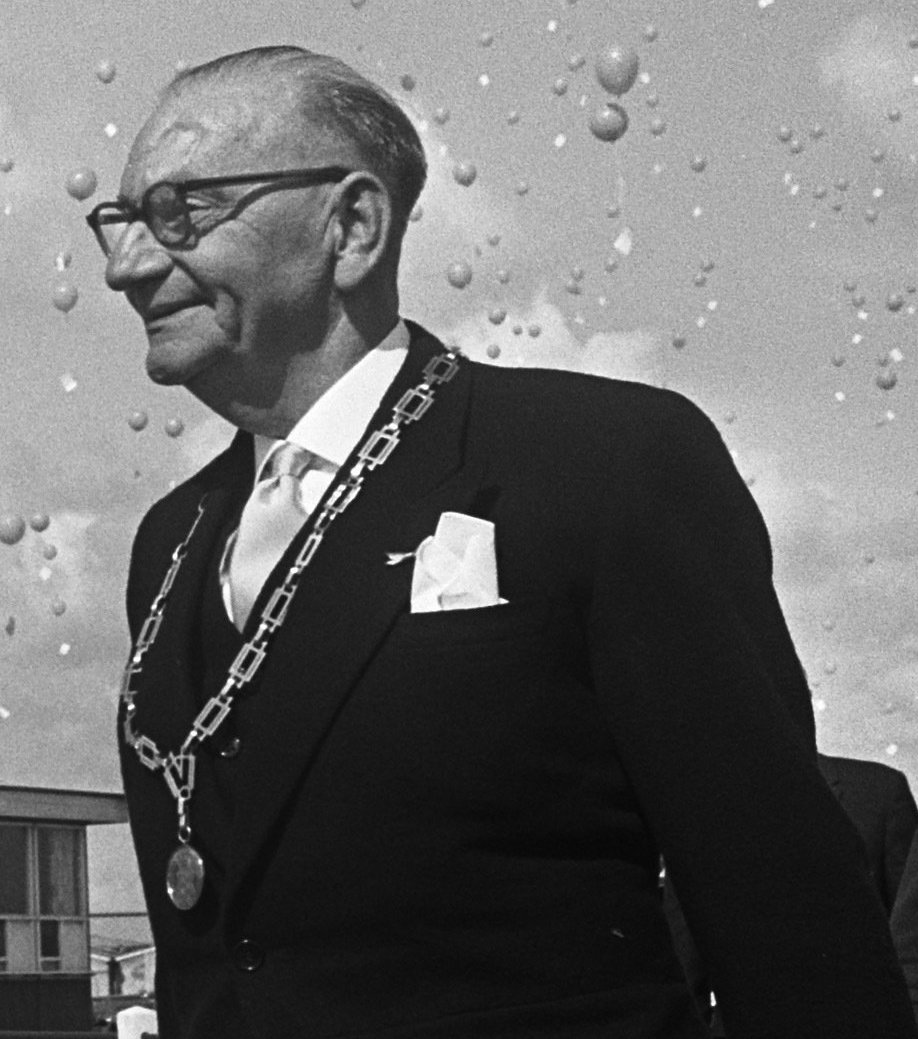
Burgemeester H.C.A.M. Schölvinck (1965)

Henricus Carolus Augustus Maria Schölvinck (Amsterdam, 3 november 1901 – Breda, 16 september 1975) was een Nederlands politicus van de KVP.
Hij was de oudste zoon van August Jozef Schölvinck (1870-1931) en C.G.M. Kolfschoten (1871-1960). In 1936 trouwde hij met Hermine Antonia Fernanda Berger (1909-1986), met wie hij zes kinderen kreeg.
Zijn vader was van 1907 tot 1930 burgemeester van Warmond. Voordat hij op 11 maart 1933 zijn vader opvolgde en werd geïnstalleerd als burgemeester van Nootdorp, diende hij als adjunct-commies bij de gemeentesecretarie van Waddinxveen. Hij werd op 1 november 1941 door de bezetter ontslagen uit zijn ambt als burgemeester. Na de oorlog werd hij opnieuw benoemd tot burgemeester, een functie die hij vervulde tot aan zijn pensioen in 1966.
Als erkenning voor zijn verdiensten werd hij in 1965 benoemd tot Ridder in de Orde van Oranje-Nassau.